# Disporum sessile
Disporum sessile là một loài thực vật có hoa trong họ Măng tây. Loài này được (Thunb.) D.Don ex Schult. & Schult.f. mô tả khoa học đầu tiên năm 1829.

## Hình ảnh

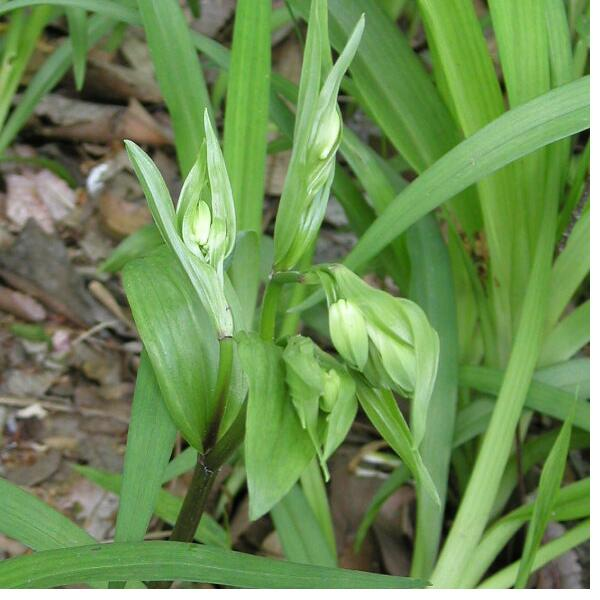
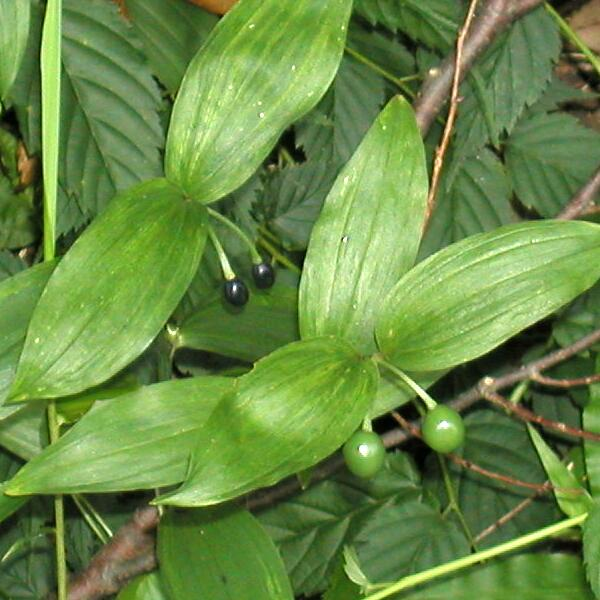
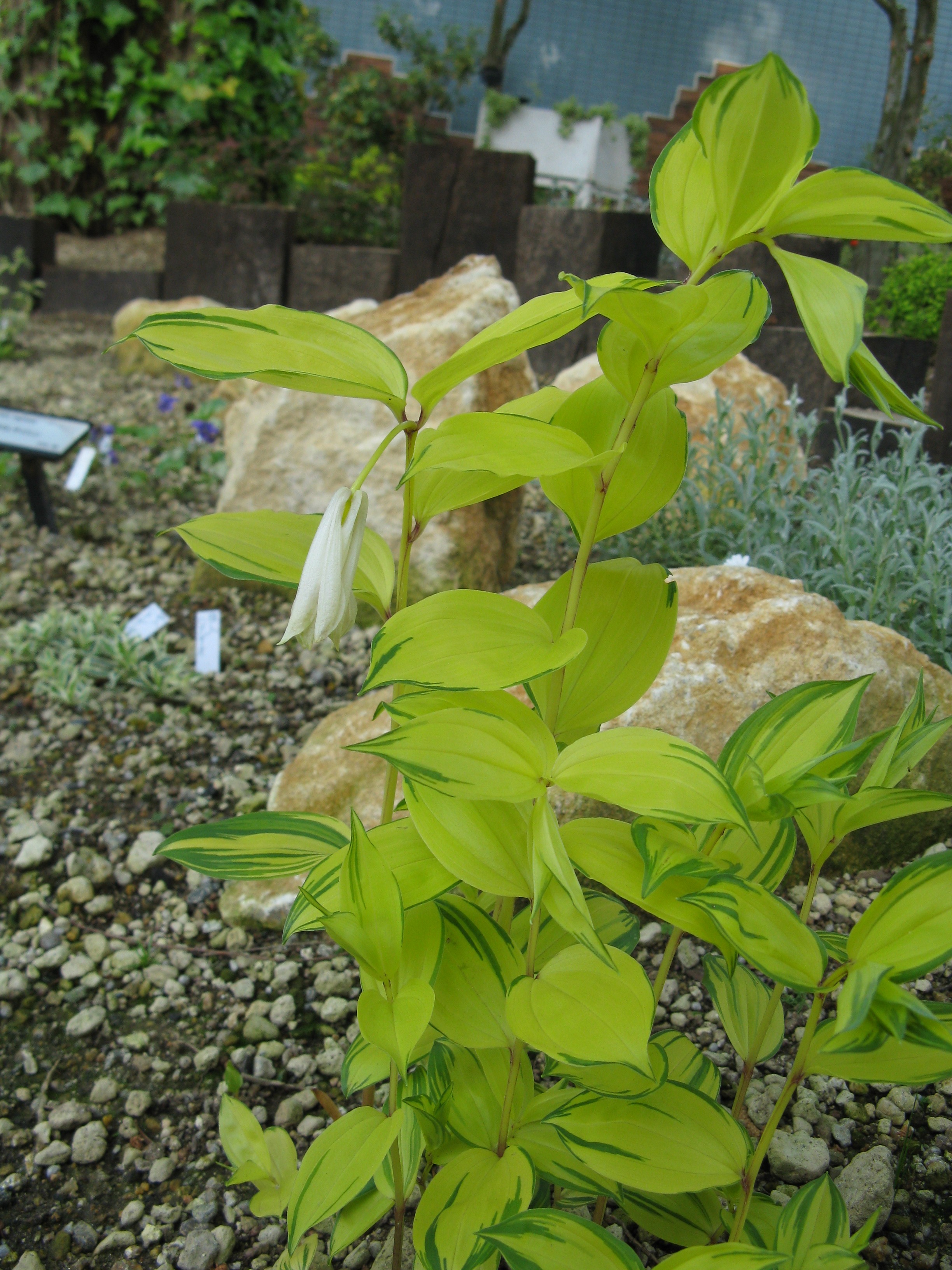
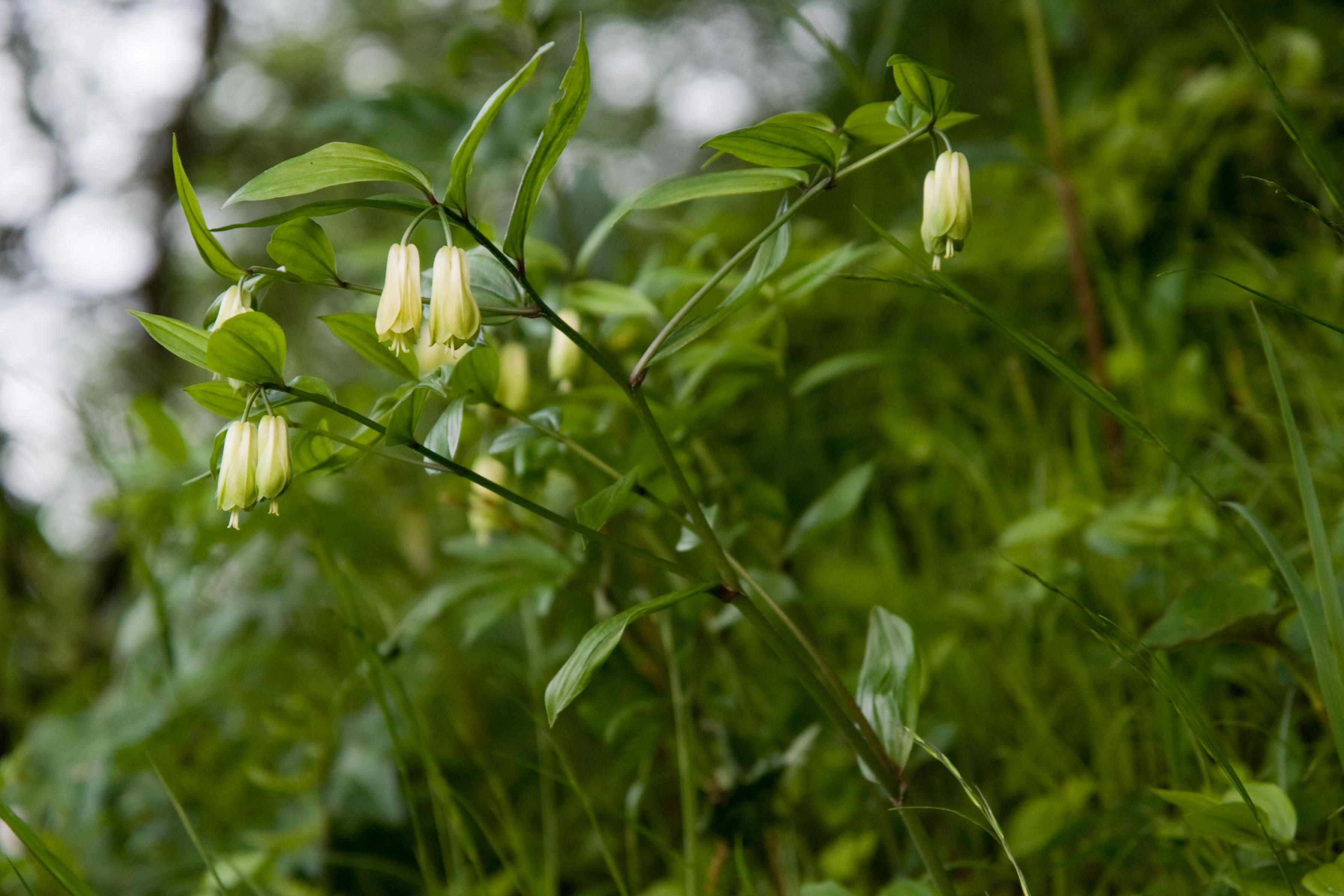